# Ugar (Fluss)
Der Ugar (serbisch-kyrillisch Угар; bis 1878 Brzica) ist ein rechter Nebenfluss des Vrbas in Bosnien und Herzegowina. Er entspringt – so wie Vrbanja, Ilomska und Bila – auf dem Vlašić in einem Gebiet namens Prelivode. Der Fluss ist etwa 44,5 km lang, sein Einzugsgebiet umfasst 328 km2. Rechte Zuflüsse sind Pljačkovac, Ilomska, Kobilja, Zirin potok, Kusin potok und Ugrić; von linker Seite fließen Lužnica, Dedića i Andrijevića potok, Bunar, Oraški und Kukavički potok zu.
Den größten Teil seines Laufes – ab der Mündung der Ilomska – durchfließt der Ugar eine tiefe Schlucht unterhalb von Kneževo, bevor er etwa 20 Kilometer stromabwärts von Jajce in den Vrbas mündet. Die Schlucht ist an einigen Stellen mehr als 500 m tief und überwiegend unzugänglich.